# Merey
Merey település Franciaországban, Eure megyében. Lakosainak száma 344 fő (2022. január 1.). Merey La Boissière, Breuilpont, Épieds, Gadencourt, Hécourt, Neuilly és Le Plessis-Hébert községekkel határos.

## Népesség
A település népességének változása:
| Lakosok száma | 127  | 192  | 185  | 286  | 341  | 345  | 348  | 342  | 339  | 344  |
|               | 1968 | 1982 | 1990 | 2006 | 2013 | 2015 | 2017 | 2019 | 2020 | 2022 |